# 圣安多尼教堂 (布拉格)

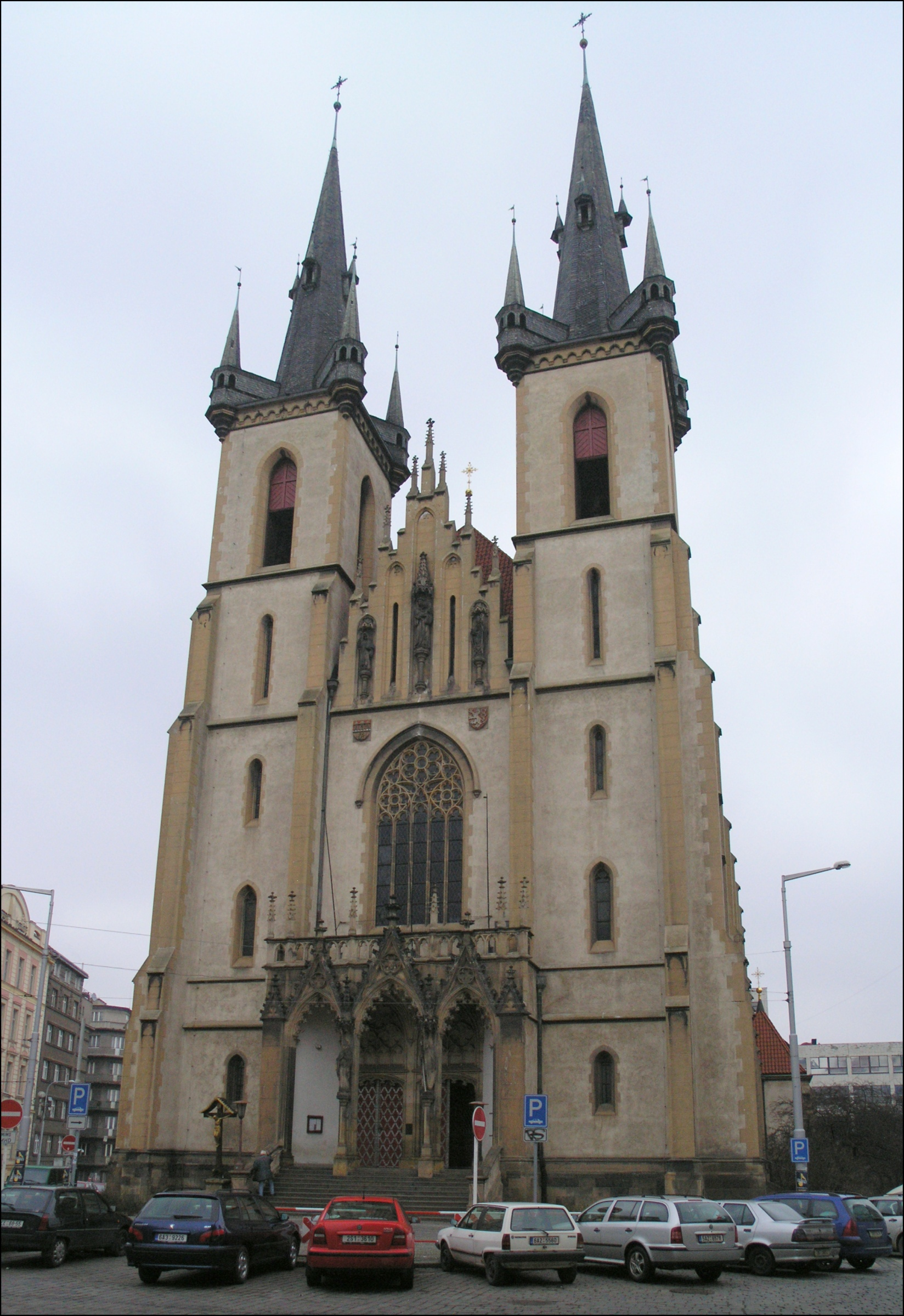
圣安多尼教堂

圣安多尼教堂（捷克語：Kostel svatého Antonína Paduánského）是布拉格Holešovice区的本堂区圣堂，位于斯特罗斯马耶广场。这座仿哥特式教堂奠基于1908年10月25日，1911年建成，建筑师是Františka Mikše。1914年由布拉格枢机主教祝圣。 
教堂西部立面双塔造型模仿了老城广场的廷教堂。教堂长51米，塔高58米